# Cornacchia (mitologia)
Nella mitologia greca e romana Cornacchia o Cornix era la figlia di Coroneo re della Fòcide che mentre scappa da Nettuno invaghitosi di lei, viene mutata da Atena nell'omonimo uccello. In tale forma riferisce alla dea di aver visto aprire da Aglauro la cesta di Erittonio e la dea, irata, la degrada preferendole la civetta, ovvero Nittimene.
La sua storia è raccontata da Ovidio nel secondo libro delle Metamorfosi. È lei stessa già in forma di cornacchia a narrare la propria storia al Corvo, servo di Febo, avvisandolo di non raccontare quanto aveva visto al proprio signore. Il Corvo infatti aveva scoperto l'adulterio di Coronide nei confronti del dio.
[...]
Infatti l'illustre Coroneo mi generò nella terra di Fòcide (racconto cose che tutti sanno), ed io ero una principessa e ricchi pretendenti (non ridere di me) mi chiedevano. La bellezza fu la mia disgrazia. Difatti, mentre a lenti passi camminavo lungo la spiaggia sabbiosa, come faccio ancora, il dio del mare mi vide e si riscaldò, e dopo che ebbe sprecato il suo tempo a pregarmi con dolci parole, decise di prendermi con la forza e m'inseguì. Io fuggo, lascio la riva compatta e mi trovo ad arrancare invano sulla rena dove si affonda. Allora invoco gli dèi e gli uomini. La mia voce non raggiunse nessun mortale, ma per la mia verginità si commosse la vergine Minerva, e mi portò aiuto. Io tendevo le braccia al cielo: le braccia cominciarono a nereggiare di leggere penne. Volevo gettar via la veste dalle spalle: ma la veste era un manto di piume che aveva messo radici profonde nella pelle. Cercavo di battermi con le mani il petto denudato: ma ormai non avevo più mani, non avevo più un petto nudo. Correvo, e i piedi non affondavano più nella rena come prima, ma mi libravo raso terra. Poi volo via, in alto nel cielo, e illibata vengo assegnata a Minerva, come sua compagna.

Ma che cosa conta ormai tutto questo, se il mio posto l'ha preso Nictìmene, divenuta uccello per una terribile colpa?»
(Ovidio, Le metamorfosi, II.547-90)